# 裴恵昭
裴 恵昭（はい けいしょう、? - 建元2年7月24日（480年8月15日））は、南朝斉の武帝蕭賾の皇太子時代の正妃。皇后に追封された。本貫は河東郡聞喜県。

## 経歴
左軍参軍の裴璣之と檀氏（余杭広昌郷元君）のあいだの娘として生まれた。南朝宋の時代に、当時は一介の武将であった蕭道成の長男である蕭賾の妻として迎えられた。蕭賾の弟の蕭嶷の妻の庾氏が蕭家の嫁としてよく働き、蕭道成の妻の劉智容に恭謹に仕えたため、恵昭は家内の評価で庾氏に及ばなかった。夫の蕭賾も恵昭を嫌った。
強情な性格であり、次男蕭子良の妻の袁氏に失敗があったとき、恵昭は訓罰を加えた。昇明3年（479年）、蕭道成が斉王になると、斉世子妃となった。同年、蕭道成が皇帝に即位すると、蕭賾は皇太子に立てられ、恵昭は皇太子妃となった。
建元2年（480年）7月24日、死去した。諡は穆妃といい、休安陵に葬られた。
建元4年（482年）、武帝が即位すると、皇后に追封された。その後、夫の諡を重ねて「武穆皇后」と称された。

## 男子
- 蕭長懋（文恵太子）
- 蕭子良（竟陵王）

## 伝記資料
- 『南斉書』巻20 列伝第1
- 『南史』巻11 列伝第1